# 678 Fredegundis
Fredegundis (asteróide 678) é um asteróide da cintura principal com um diâmetro de 41,8 quilómetros, a 2,01090066 UA. Possui uma excentricidade de 0,21843805 e um período orbital de 1 507,42 dias (4,13 anos).
Fredegundis tem uma velocidade orbital média de 18,56859908 km/s e uma inclinação de 6,08298919º.
Esse asteróide foi descoberto em 22 de Janeiro de 1909 por Wilhelm Lorenz.